# Oxinasphaera islaya
Oxinasphaera islaya är en kräftdjursart som beskrevs av Bruce1997. Oxinasphaera islaya ingår i släktet Oxinasphaera och familjen klotkräftor. Inga underarter finns listade i Catalogue of Life.